# Term (arhitektura)
V klasični arhitekturi je term ali termova figura človeška glava in poprsje, ki se nadaljuje kot oblika, ki je podobna kvadratnemu stožčastemu stebru.
Ime izhaja iz imena za rimskega boga mej in mejnikov, to je Termin. Doprsni kip Hermesa kot zaščitnika meja v starodavni grški kulturi z moškimi genitalijami, ki prekrivajo navadno bazo na primerni višini, se imenuje herma. Zločin Alkibiada in njegovih vinskih bratcev, za kar je Sokrat naposled posredno plačal s svojim življenjem, je bil skrunjenje Hermesovih figur v Atenah.
Na Artemidinem templju v Efezu ima Gospa iz Efeza (Efeška Artemida), boginja z mnogimi dojkami, bogato okrašeno vrečasto obleko – term, iz katere gledajo le stopala.
V arhitekturi in poslikani arhitekturni dekoraciji evropske renesanse in naslednjem klasičnem slogu so termove figure pogoste. Pogosto predstavljajo manjša božanstva, povezana s polji in vinogradi ter robovi gozdov, Pan in Favn ter bakhantke, posebej pa so lahko oblečeni v vence s sadjem in cvetjem.
Termove figure so bile značilnost sloga 16. stoletja v pohištvu in izrezljane notranjosti, ki se imenuje antwerpenski manierizem. Tovrstno graviranje se je razširilo v Nemčijo in Anglijo.
Figure v obliki podstavkov za mize ali kot svečniki (francosko guéridon) so bili značilni za poznobaročni slog Ludvika XIV. v Franciji, na Nizozemskem, v Belgiji, Luksemburgu in Angliji, oživili so ga pri neopaladijskem pohištvu, ki ga je oblikoval William Kent, in ponovno v slogu francoskega empirskega sloga zgodnjega 19. stoletja. 